# Me and My Moulton
Me and My Moulton (englisch für Ich und mein Moulton) ist ein kanadisch-norwegischer Kurzfilm von Torill Kove, die auch das Drehbuch schrieb. Der Film feierte seine Premiere am 8. August 2014 beim Toronto International Film Festival. 2015 erhielt der Film eine Oscar-Nominierung als Bester animierter Kurzfilm.

## Inhalt
Me and My Moulton erzählt eine humorvolle, autobiografische Geschichte basierend auf den Erinnerung Koves als 7-jähriges Mädchen. Ihr sehnlichster Wunsch, wie auch der ihrer beiden Schwestern, ist es, ein Fahrrad zu besitzen. Der Film erkundet die Emotionen von Koves Figur, die oft von dem Verhalten ihrer unorthodoxen Eltern peinlich berührt ist.
Kove wird im Toronto Star zitiert, dass sie die Geschichte seit Jahren im Kopf hatte. Ihr Ziel sei es gewesen, die Spannungen eines Mädchen zu ihren Eltern darzustellen: „Diese Gefühle sind für Kinder nicht einfach. Es ist verwirrend, wenn man nicht die spätere Reife besitzt, um zu erkennen, dass man seine Eltern genauso liebt, wie man sich im selben Moment für sie schämt.“

## Rezeption
Die Nominierung für einen Oscar ist bereits die dritte Nominierung für Kove. Nach der Nominierung für My Grandmother Ironed the King’s Shirts 2000 gewann sie mit The Danish Poet – Eine Liebesgeschichte 2007. Es ist zugleich die 73. Nominierung für den National Film Board of Canada, die den Film zusammen mit Mikrofilm AS produzierten. Außerdem wurde Me and My Moulton 2014 bei den International Animation Festivals in Ottawa und Bradford sowie beim DOK Leipzig ausgezeichnet.

## Anmerkung
1. ↑  Ein Moulton ist ein von Alex Moulton entwickeltes Fahrrad.